# Cmentarz ewangelicki w Robaczynie
Cmentarz ewangelicki w Robaczynie – cmentarz protestancki położony we wsi Robaczyn, w województwie wielkopolskim, w powiecie kościańskim, w gminie Śmigiel, wpisany do rejestru zabytków w 1957.
Cmentarz założył Carl Aleksander Bojanowski (1729-1789) i jego żona Eleonora z domu Bothmer, którzy byli właścicielami Starego Bojanowa, Robaczyna i Nietążkowa. Początkowo była to nekropolia rodzinna, ale od XIX wieku grzebano tu wszystkich mieszkańców okolicznych wsi. Ostatnie pochówki miały miejsce w 1945, w późniejszym czasie miała miejsce postępująca dewastacja cmentarza. Po raz ostatni prace konserwatorskie miały miejsce w połowie lat 60. XX wieku, mimo wpisania cmentarza w 1957 do rejestru zabytków nie przeprowadzono żadnych prac naprawczych. Ostatnim właścicielem była Ewangelicka Gmina Kościelna w Starym Bojanowie, a po jej rozwiązaniu nekropolia pozostaje bez właściciela, formalnie zarządza nią Skarb Państwa.
Do rejestru zabytków został wpisany zabytkowy cmentarz ewangelicki z budynkami bramnymi i nagrobkami, oddzielnie wpisano trzy tablice fundacyjne Bojanowskich, które znajdują się w kaplicach (piaskowce, barokowe i klasyczne) oraz wykonany w 1789 roku z piaskowca klasycystyczny pomnik grobowy Bojanowskich.
Na nagrobki Carla Aleksandra Bojanowskiego znajduje się napis w języku niemieckim:
"Zmarłemu niezapomnianemu Małżonkowi Carlowi Alexandrowi Najwspanialszemu człowiekowi z wyrazami Nieustającej miłości Aż do śmierci wiernie go Kochająca małżonka Eleonora Von Bojanowska Baronówna z Bothmerów  Urodzony 15 sierpnia 1729 dn. 7 października 1775 jej przeznaczony zm. 7 czerwca 1789. Wraz z żoną fundator tego cmentarza".
Obecnie na terenie cmentarza znajdują się:
- pomnik poświęcony ofiarom wojen z 1864 i 1870 roku oraz z lat 1914 - 1920.
- grób Erdmanna Gernotha z 1920 roku
- postawiona w 1986 roku płyta, upamiętniająca Carla Bojanowskiego.